# Loa (namn)

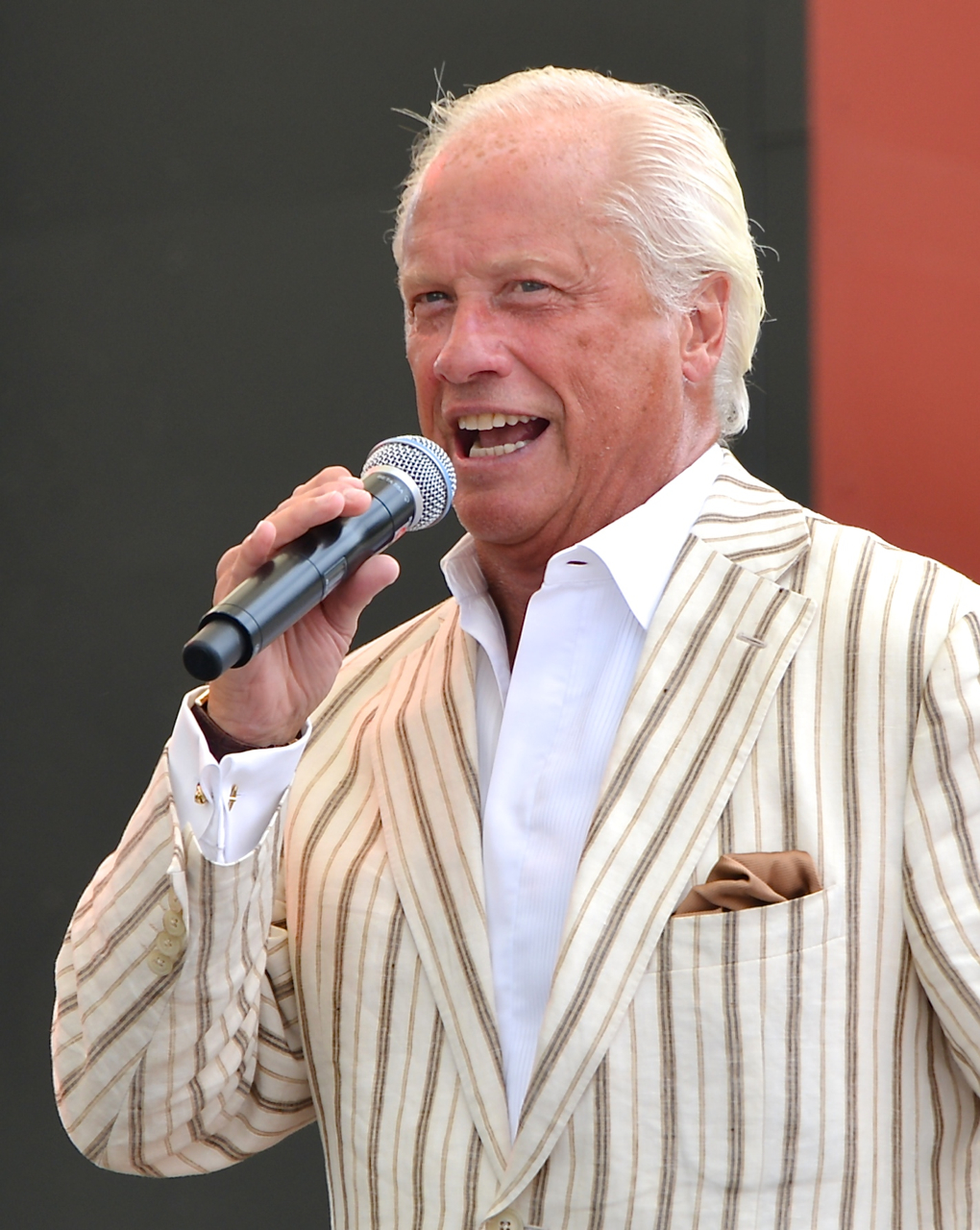
Loa Falkman, 2014.

Loa är ett namn med isländskt ursprung. Loa, kort för Heiðlóa, är det isländska namnet på fågeln ljungpipare. Både män och kvinnor bär namnet även om de flesta bärare är män. I Sverige finns 51 kvinnor och 181 män som heter Loa.
Namnsdag saknas.

## Kända bärare
- Loa Falkman (artistnamn; heter egentligen Carl-Johan Falkman)